# 卡斯特尔泰米尼
卡斯特尔泰米尼（義大利語：Casteltermini），是意大利西西里大区阿格里真托省的一个市镇。总面积99.47平方公里，人口8525人，人口密度85.7人/平方公里（2009年）。ISTAT代码为084012。